# Franz Ponweiser
Franz Ponweiser (Neunkirchen, 15 dicembre 1975) è un allenatore di calcio ed ex calciatore austriaco, di ruolo centrocampista.

## Caratteristiche tecniche
Giocava come centrocampista.

## Carriera
Durante la sua carriera da calciatore ha militato in squadre delle serie inferiori tedesche. Dal 2006 al 2008 ha svolto il ruolo di allenatore-giocatore per il Neutal e dal 2008 al 2010 per il Ritzing, prima di appendere gli scarpini al chiodo.
Dopo alcuni incarichi nelle giovanili dell'AKA Burgenland, nella stagione 2019/20 è stato designato allenatore del Mattersburg, militante in Bundesliga. Ponweiser si trova attualmente svincolato.